# Lacul Iezeru Mare
Iezerul Mare este un lac glaciar din Munții Cindrel (sud-vestul județului Sibiu, România), situat la altitudinea de 1.970 m sub vârful Cindrel (2.245 m) pe versantul nordic al platoului Cindrel.  Are o origine mixtă, de subsăpare glaciară și baraj morenaic și se situează pe locul 7 în ierarhia lacurilor glaciare din România. Intră în componența rezervației naturale Iezărele Cindrelului.

## Descriere
Forma este aproape ovală. Are o lungimea de 320 m, lățimea maximă de 189 m, adâncimea maximă de 13,3 m, cea medie de 3,50 m, suprafața de 34.100 m2 (3,4 ha), volumul de apă de 118.293 m3. Malurile sunt abrupte, cu relief glaciar bine păstrat, acoperite de grohotiș și jnepeni care coboară într-o porțiune până la marginea apei. Fundul este acoperit de blocuri de stâncă și grohotiș. Alimentarea cu apă este mixtă, nivo-pluvială și  din mai multe izvoare de țărm, care primăvara devin adevărate pâraie. Evacuarea apei se face printr-un emisar drenat spre nord-est, care străpunge depozitele morenaice, cu un debit de 100 l/s, sărind în cascade printre jnepeni dând naștere celui mai de seamă izvor al râului Cibin  - Râul Mare (prin brațul său Râul Iezerul Mare).

## Biodiversitate
Pe pereții abrupți și stâncoși cresc plante foarte rare și chiar unicate, ca usturoiul siberian (Allium sibiricum), clopoțelul transilvănean (Campanula transsilvanica), rogozul capilar (Carex capillaris), flămânzica Draba carinthiaca, șopârliță Veronica baumgartenii și alte 40 de specii. Numeroase briofite rare ocupă zonele umbrite și mereu umede ale pereților abrupți, iar printre ele se află Racomitrium lanuginosum. Lacul a fost populat cu păstrăv curcubeu (Oncorhynchus mykiss) și păstrăv indigen (Salmo trutta fario).

## Legăturiexterne
- Lahovari, G.I.; Brătianu, C.I.; Tocilescu, G.; Marele Dicționar Geografic al Romîniei, vol. IV; Stab. grafic J.V. Socecŭ; București; 1901; p. 40
- Iezerul Mare pe google maps
- Fotografii ale lacului pe google maps